# Regionale Eenheid Zeeland - West-Brabant
De Regionale Eenheid Zeeland - West-Brabant is een van de tien regionale eenheden van de Nationale politie. De Regionale Eenheid Zeeland - West-Brabant is in 2012 ontstaan uit een samenvoeging van de voormalige regiokorpsen Zeeland en Midden en West-Brabant.
De regionale eenheid Zeeland - West-Brabant bestaat uit de vier districten Zeeland (A), De Markiezaten (B), De Baronie (C) en Hart van Brabant (D). De regionale eenheid kent in totaal 12 basisteams. De meldkamer van de regionale eenheid is gevestigd in Bergen op Zoom.
District Zeeland kent drie basisteams:
- A1 Walcheren
- A2 Zeeuws-Vlaanderen
- A3 Oosterscheldebekken

District De Markiezaten kent twee basisteams:
- B1 Bergen op Zoom
- B2 Roosendaal

District De Baronie kent drie basisteams:
- C1 Weerijs
- C2 Markdal
- C3 Dongemond

District Hart van Brabant kent vier basisteams:
- D1 Tilburg-Centrum
- D2 Leijdal
- D3 Groene Beemden
- D4 Langstraat

Bestaande regionale politieeenheden:
Noord-Nederland ·
Oost-Nederland ·
Midden-Nederland ·
Noord-Holland ·
Amsterdam ·
Den Haag ·
Rotterdam ·
Zeeland - West-Brabant ·
Oost-Brabant ·
Limburg ·
Eenheid Landelijke Expertise en Operaties ·
Eenheid Landelijke Opsporing en Interventies

Voormalige eenheden:
Landelijke Eenheid
Voormalige regiokorpsen:
Politie Groningen ·
Politie Fryslân ·
Politie Drenthe ·
Politie IJsselland ·
Politie Twente ·
Politie Noord- en Oost-Gelderland ·
Politie Gelderland-Midden ·
Politie Gelderland-Zuid ·
Politie Utrecht ·
Politie Noord-Holland-Noord ·
Politie Zaanstreek-Waterland ·
Politie Kennemerland ·
Politie Amsterdam-Amstelland ·
Politie Gooi en Vechtstreek ·
Politie Haaglanden ·
Politie Hollands Midden ·
Politie Rotterdam-Rijnmond ·
Politie Zuid-Holland-Zuid ·
Politie Zeeland ·
Politie Midden- en West-Brabant ·
Politie Brabant-Noord ·
Politie Brabant-Zuidoost ·
Politie Limburg-Noord ·
Politie Limburg-Zuid ·
Politie Flevoland ·